# Tina Engel
Tina Engel (Hannover, 6 aprile 1950) è un'attrice tedesca.

## Filmografia parziale

### Cinema
- Il secondo risveglio di Christa Klages (Das zweite Erwachen der Christa Klages), regia di Margarethe von Trotta (1978)
- Il tamburo di latta (Die Blechtrommel), regia di Volker Schlöndorff (1979)
- La barca è piena (Das Boot ist voll), regia di Markus Imhoof (1981)
- La promessa (Das Versprechen), regia di Margarethe von Trotta (1994)
- Erbsen auf halb 6, regia di Lars Büchel (2004)
- Ricordare Anna, regia di Walter Deuber (2004)
- Fleisch ist mein Gemüse, regia di Christian Görlitz (2008)
- Womb, regia di Benedek Fliegauf (2010)
- Die kommenden Tage, regia di Lars Kraume (2010)
- Dschungelkind, regia di Roland Suso Richter (2011)

### Televisione
- Väter und Söhne - Eine deutsche Tragödie - miniserie TV, 4 episodi (1986)
- Sangue sul ghiaccio (Mit verbundenen Augen) - film TV (1995)
- Affäre zu dritt - film TV (2003)
- Der Fall Gehring - film TV (2003)
- Mafalda di Savoia - Il coraggio di una principessa - film TV (2006)
- Suor Pascalina - Nel cuore della fede (Gottes mächtige Dienerin) - film TV (2011)
- Heiter bis tödlich - Fuchs und Gans - serie TV, 16 episodi (2012-2013)
- Chiamatemi Helen (Mein Sohn Helen) - film TV (2015)
- Tatort - serie TV, 7 episodi (2001-2016)

## Premi
- Deutscher Filmpreis
  - 1978: "Beste darstellerische Leistung - Weibliche Hauptrolle" (Il secondo risveglio di Christa Klages)